# Bábísm
Bábísm eller bábí-tron är en i stort sett utdöd persisk religion som på 1840-talet emanerade ur messianska föreställningar inom tolvshiitisk islam, den dominerande formen av islam i Persien.
Bábísmen grundades i maj 1844 av en ättling till profeten Muhammed, Sayyid 'Alí-Muhammed (1819-1850) från staden Shiraz. Denne gjorde sig känd som Báb, Porten (till den försvunne imamen Mahdi).  Genom att uttolka centrala avsnitt i Koranen på ett nytt sätt skapade Báb en helt ny tro som han menade skulle förena alla gudstroende. Han förespråkade rättvisa, jämställdhet mellan könen och liberala lagar som skulle införas i stället för sharialagarna. 
Báb själv fängslades snart av de persiska myndigheterna som såg honom som en uppviglare, men hans enorma produktion av religiösa texter spreds snabbt och delade det persiska samhället i för och emot. Den 9 juli 1850 arkebuserades Báb och han blev därigenom sedd som en martyr av närmare 100 000 anhängare. Efter hans död utbröt dispyter om vem som var hans efterträdare. Dessutom dödades tiotusentals bábíer av såväl myndigheterna som rasande folkmassor. 
Bábísmen omformades från 1860-talet av Bahá'u'lláh till religionen Bahá'í, som numera finns representerad över hela världen med cirka sex miljoner anhängare.

## Báb jämställer sig med Muhammed
Bábismen uppenbarades kvällen den 22 maj 1844 av den då 25-årige Siyyid 'Alí-Muhammed (känd som Báb, på svenska "Porten") i staden Shiraz i södra Persien.
Báb predikade att hans bok, Bayan, var lika legitim som Koranen (artikelförfattarens översättning från engelskan):
| ”                                        | O folk i staden! Ni har missförstått er Herre. Om ni verkligen är trogna Muhammed, Guds apostel och Profeternas insegel, och om ni följer hans bok Koranen som är fri från fel, så här finns nu dess like - denna Bok (dvs. Bayan) som Vi i sanning och med tillstånd från Gud sänt ner till Vår tjänare (dvs. Báb). Om ni förnekar Honom (Báb), då kommer er tro på Muhammed och Hans Bok, som uppenbarades i det förflutna, verkligen att vara felaktig när det gäller förståelsen av Gud. Om ni förnekar Honom (Báb) kommer det i sanning och med absolut säkerhet att bli uppenbart för er att ni har förnekat Muhammed och Hans Bok. | „ |
| – Bab, Axplock ur Writings av Bab, s. 45 | |   |

Báb förkastade shariarättens legitimitet och gjorde själv anspråk på att vara en profet av Muhammeds kaliber, den spegel i vilken Gud manifesterade sig. Han proklamerade en global omvälvning som skulle överträffa allt i mänsklighetens historia. Allt liv på jorden skulle omedvetet eller medvetet påverkas av den återvändande andliga solen. Dess förnyelsekraft skulle manifestera sig i en ofantlig omställningsperiod och orsaka en universell revolution inom samhällslivet, vetenskapen, tekniken, industrin, kommunikationerna, litteraturen, konsten och musiken och slutligen få människorna att samlas kring insikten om Enheten: religionens enhet och mänsklighetens enhet. 
Bábísmen var enligt Báb inte något sidoskott på islams träd, utan en helt ny religion som var ämnad för jordens alla folk. Alla Gudsmanifestationer eller Guds budbärare genom tiderna – Moses, Zarathustra, Buddha, Jesus, Muhammed och Báb själv – hade i grunden samma budskap om enhet och enighet till mänskligheten.

## En spegelbild av den gudomliga enheten

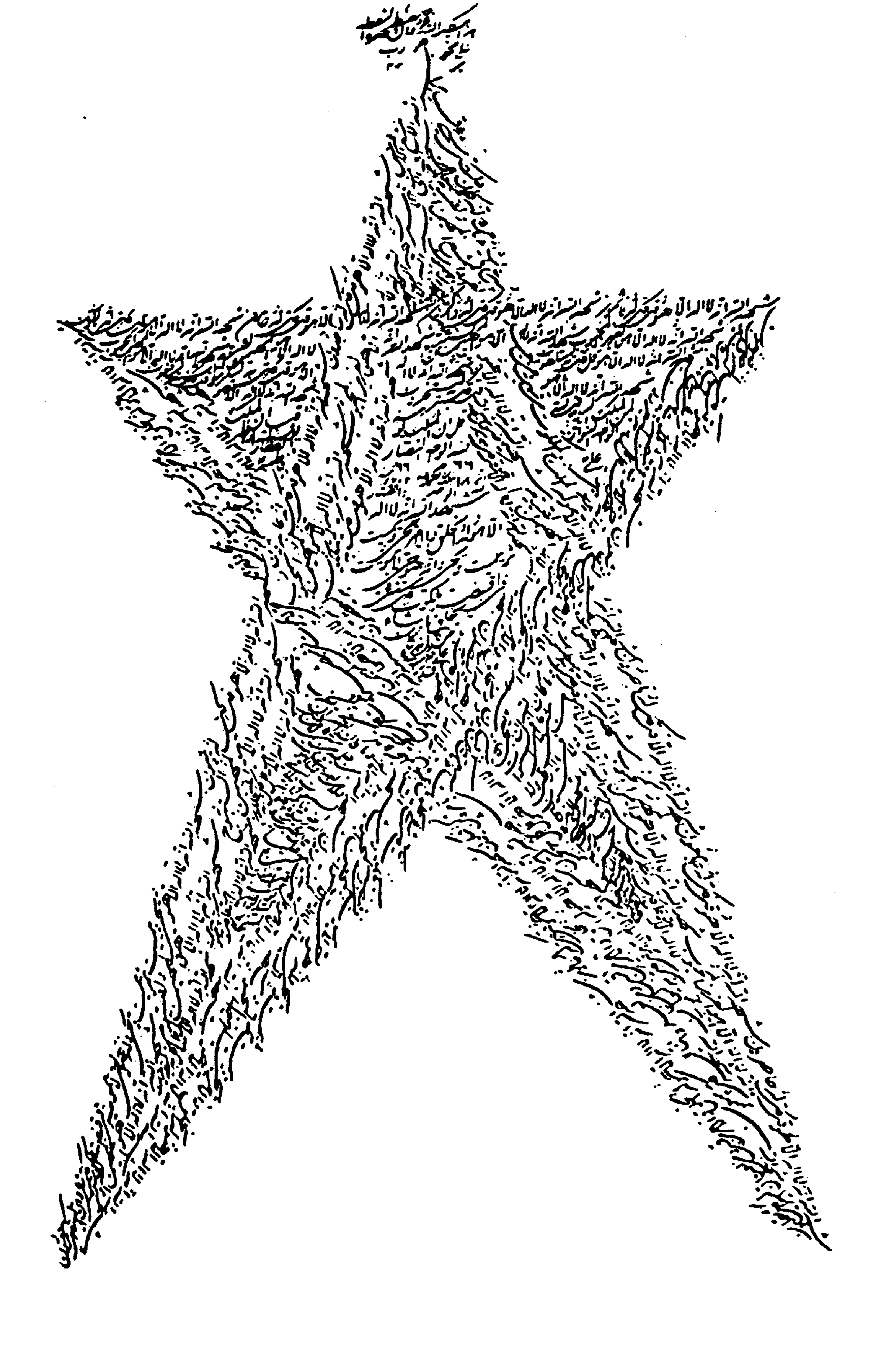
Den lodrätt utdragna stjärnan uppbyggd av persiska ord är ett av många religiösa diagram som Báb ritade. Flertalet av dessa har ännu inte analyserats vetenskapligt.

Gud är fullkomlig och Gud är enhetlig, påminde Báb. I den muslimska tron är enhet med Gud det högsta målet när själen efter kroppens död färdas mot Gud genom Guds himlar. Báb menade att det här på jorden var möjligt att avspegla denna perfekta himmelska enhet, men då krävdes ett helt nytt tänkande vad gällde relationerna människorna emellan och beträffande hur det ideala samhället måste struktureras. Alla människor som skapats av en enhetlig Gud borde också kunna fungera som en enhet, trots att de inte ser likadana ut och inte talar samma språk. För att övertyga mänskligheten om att detta är nödvändigt behövdes en världsundervisare som kunde förmedla Guds planer för mänsklighetens enhet, religionens enhet, språklig enhet, osv. Báb sade att han var Guds utvalde världsundervisares härold, och att den av Gud utvalde Härligheten snart skulle framträda och börja förmedla Guds instruktioner till mänskligheten.   
Báb menade vidare att teologerna fastnat i ett meningslöst arbete med att bokstavligen försöka tolka olika begrepp och verser i Koranen och Bibeln. Bábs tolkningar av begrepp som "Domens dag" och "Uppståndelse" var symboliska. Báb ålade sina anhängare att utmärka sig genom vänlighet och kärleksgärningar, att odla nyttig konst och gott arbete. Man och kvinna skulle i den nya ordningen vara jämställda och världens alla barn skulle få en åtminstone elementär undervisning. Fattigdomen skulle enligt Báb avskaffas liksom överdriven rikedom. Varje troende förbjöds att tigga och att dricka alkohol. Talet 19 var centralt i Bábs talsymbolik och året indelades därför i 19 månader med 19 dagar samt fyra skottdagar.
Báb lärde att ledmotivet för varje sann bábí måste vara ren kärlek utan hopp om vare sig belöning eller straff. En bábí måste vara beredd att dö för Gud utan att ha fått någon försäkran om att hon eller han tillskansat sig någon högre plats i Guds himlar. Báb profeterade också, både muntligt och skriftligt, att han själv bara var förelöparen till den "Herrens Härlighet" och "Sanningens Ande" som snart skulle komma. Enligt bahá'íreligionen är denne andre Gudsmanifestation Bahá'u'lláh. I bábísmen och i den senare bahá'íreligionen uppfattas Bábs litterära produktion, kollektivt benämnd Bayan, som helig skrift och uppenbarelser från Gud.

## Förföljelser och upplopp
Åren 1845–1847 strömmade tusentals nya troende till Báb i hans hemstad Shiraz för att låta sig undervisas eller bara få se den nye profeten. I hela Persien sökte sig tiotusentals människor, de flesta unga, till sig Bábs nya religion. Babismen kom dock ganska snart att av myndigheterna uppfattas som en militant, oppositionell och snabbt växande rörelse av kättare som hotar den persiska centralmakten. Guvernören i provinsen fattade beslut om att låta avrätta Báb med motiveringen att babismen var samhällsfarlig och kättersk. Från och med april 1847 fram till sin avrättning den 9 juli 1850 satt Báb fängslad i olika fängelser i Persien. 
Bábs budskap förorsakade en chockvåg som skakade hela det persiska shiamuslimska samhället i grunden. Motreaktionen från de persiska makthavarna och de muslimska ledarna blev våldsam och blodig. Vissa babier försvarade sig mot förföljelserna och mötte myndigheternas, prästernas och pöbelns våld med våld, och det hände också att babierna dödade oskyldiga, som på intet sätt var inblandade i stridigheterna. Den utpräglat fridsamme Báb själv förfasades över blodbaden, ett av hans bud var ju att man inte får döda, inte ens i självförsvar. Han hade dock svårt att nå ut med anvisningar till babierna när han själv satt i fängelse. Den fredssträvande Baha'i-tron av idag har också problem med historiebeskrivningen av vad babierna gjorde eller inte gjorde.
Báb arkebuserades offentligt 1850 i staden Tabríz. Tiotusentals bábíer avrättades under de följande veckorna. Innan Báb förflyttades från fängelset Cheriq till fängelset i Tabríz för att avrättas lyckades han, enligt Baha'i-trons historiebeskrivning, sända sina manuskript och dokument till Mirzá Husayn 'Ali Nurí – mer känd som Bahá'u'lláh – i Teheran, som Báb hade brevväxlat en tid med. Bahá'u'lláh blev babismens andre profet och omformade den gradvis till Bahá'í, en religion med tydligare struktur och regelverk och med en utpräglat fredssträvande rörelse som betonade nödvändigheten att samarbeta med rättfärdiga regeringar världen över.  
Efter arkebuseringen lyckades några babier rädda Bábs stoft. Kroppen gömdes och flyttades runt Mellanöstern i närmare 60 år innan Bahá'u'lláhs son `Abdu'l-Bahá år 1909 slutligen kunde lägga den till vila i en gravhelgedom på sidan av berget Karmel i Palestina (numera Israel). Idag leder en terrassformad trädgårdspromenad upp för berget Karmel till den kupolformade gravhelgedom som rests över Bábs grav. Helgedomen och övriga administrativa och religiösa byggnader som de bahá'ítroende har uppfört på berget Karmel är väl synliga ända från havet utanför hamnstaden Haifa, och Karmel har blivit ett pilgrimsmål för världens bahá'íer.